# Mike Reilly
Mike Reilly (* 1. ledna 1985, Kennewick, Washington) je profesionální hráč kanadského fotbalu, hrající na pozici Quarterback za tým Edmonton Eskimos. Byl draftován v roce 2009 jako záložník do Pittsburgh Steelers, poté hrával v týmech: Green Bay Packers, St. Louise Rams a Seattle Seahawks. V roce 2010 přestoupil do týmu Kanadské fotbalové ligy BC Lions, kde působil v letech 2010-2012, v roce 2013 začal hrát v týmu Edmonton Eskimos, kde hraje dodnes, jako hlavní Quarterback.